# Simone Del Nero
Simone Del Nero (Carrara, 4 augustus 1981) is een Italiaans betaald voetballer die bij voorkeur als middenvelder speelt. Hij tekende in november 2012 als transfervrije speler bij het Maleisische Darul Takzim. Voordien speelde hij voor Empoli FC en SS Lazio. Hij nam met het Italiaans olympisch voetbalelftal deel aan de Olympische Spelen van 2004 in Athene. Daar won de ploeg onder leiding van bondscoach Claudio Gentile de bronzen medaille door Irak in de troostfinale met 1-0 te verslaan.

## Clubstatistieken
| Seizoen:                                  | Club           | Campionato | Campionato | Campionato |
| Seizoen:                                  | Club           | Div        | Duels      | Goals      |
| ----------------------------------------- | -------------- | ---------- | ---------- | ---------- |
| 1998-99                                   | Empoli FC      | A          | 1          | 0          |
| 1999-00                                   | Empoli FC      | B          | 3          | 0          |
| 2000-01                                   | Brescia Calcio | A          | 3          | 0          |
| 2001-02                                   | Livingston FC  | PL         | 1          | 0          |
| 2002-03                                   | Brescia Calcio | A          | 3          | 0          |
| 2003-04                                   | Brescia Calcio | A          | 21         | 1          |
| 2004-05                                   | Brescia Calcio | A          | 21         | 1          |
| 2005-06                                   | Brescia Calcio | B          | 34         | 4          |
| 2006-07                                   | Brescia Calcio | B          | 23         | 1          |
| 2007-08                                   | SS Lazio       | A          | 4          | 0          |
| 2008-09                                   | SS Lazio       | A          | 1          | 0          |
| Total Serie A                             | Total Serie A  |            | 54         | 2          |
| Statistiche aggiornate al 22 januari 2009 |                |            |            |            |

| Logo van de Olympische Spelen | Goud | Zilver | Brons | Logo van de Olympische Spelen |
|                               | 0    | 0      | 1     |                               |

1 Amelia ·
2 Chiellini ·
3 Moretti ·
4 Ferrari ·
5 Bonera ·
6 De Rossi ·
7 Pinzi ·
8 Palombo ·
9 Gilardino ·
10 Pirlo ·
11 Sculli ·
12 Gasbarroni ·
13 Barzagli ·
14 Bovo ·
15 Donadel ·
16 Del Nero ·
17 Mesto ·
18 Pelizolli ·
Coach: Gentile